# Kesbeke

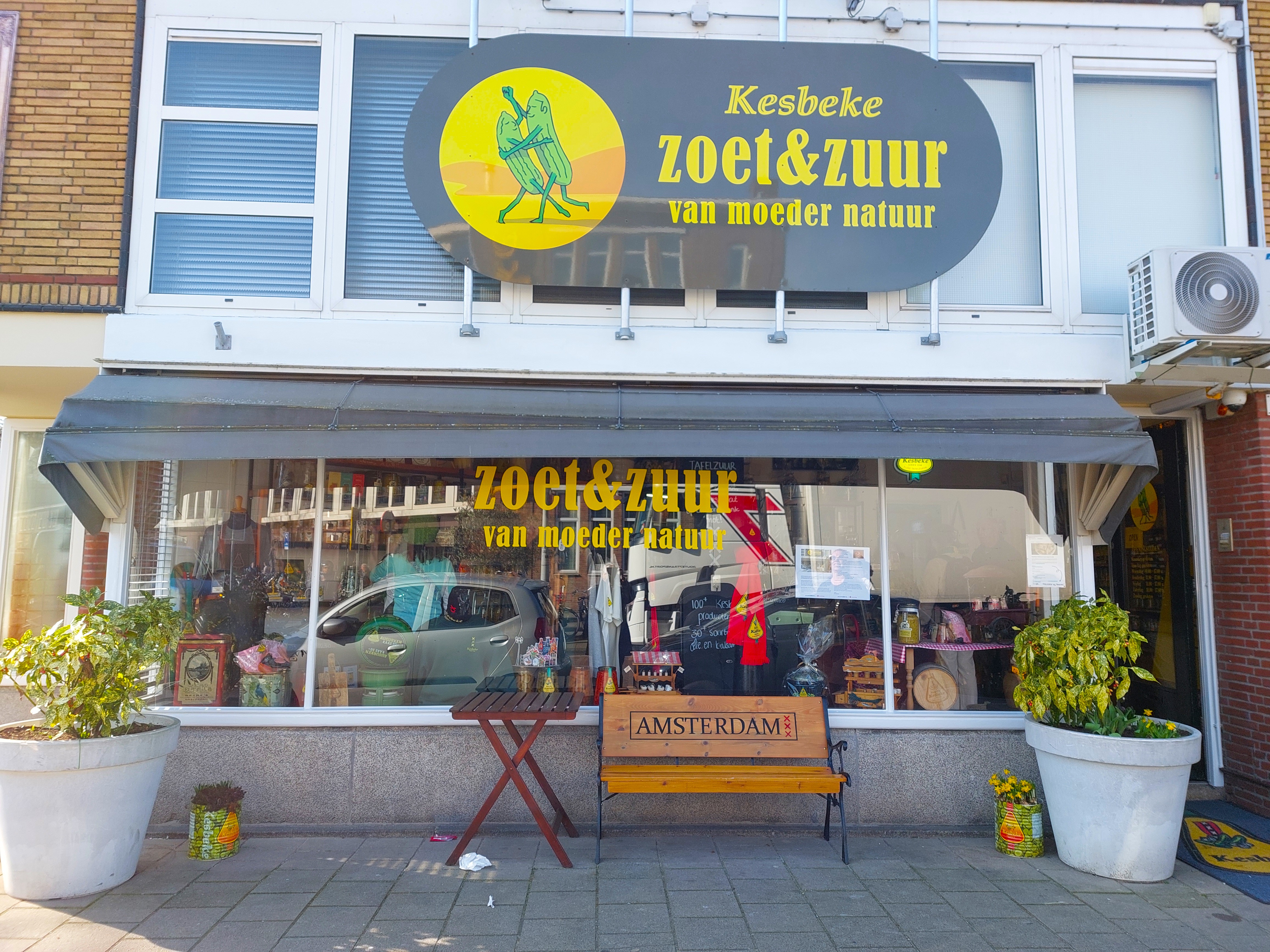
Winkel

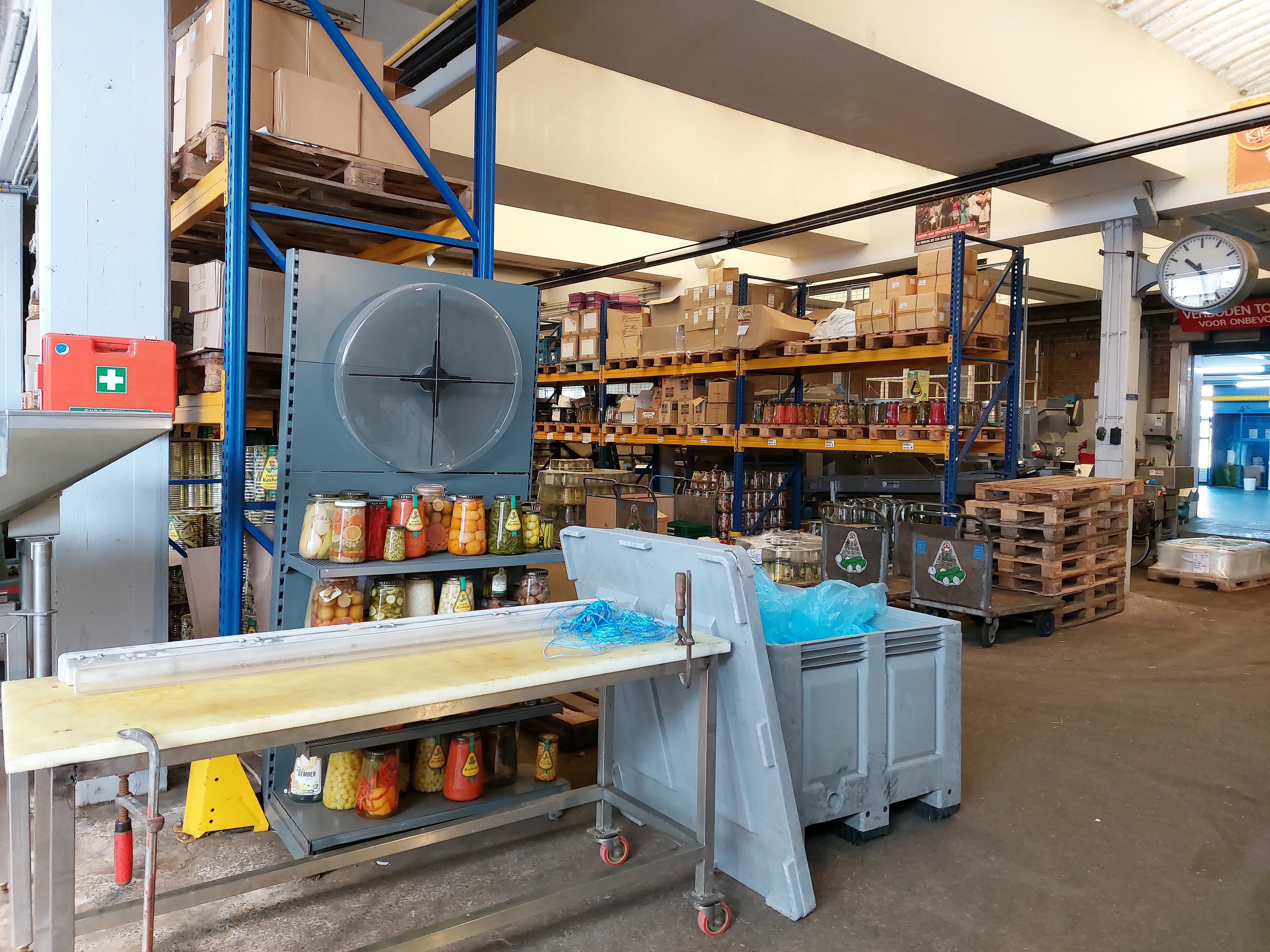
Magazijn

C.J.R. Kesbeke Fijne Tafelzuren b.v. is een Amsterdams familiebedrijf met als voornaamste activiteit het inleggen van  tafelzuur zoals augurken, Amsterdamse uien en zilveruitjes. Ook werden er in de loop der tijd nieuwe zuurproducten op de markt gebracht zoals zacht zure boontjes, olijven in zeewater, sojabonen en  tulpenknollen. Ook worden door het bedrijf sauzen en spreads geproduceerd. Bij de fabriek behoort een eigen winkel, maar verkoop gaat vooral via derden zoals supermarktketens. Het bedrijf trekt vanaf 2023 de aandacht door onderwerp te zijn van de RTL 4 docusoap De Augurkenkoning.

## Geschiedenis
Charles Kesbeke, een gewezen bakker uit Axel in de provincie Zeeland, begon in 1948 in een kleine kelder aan het Waterlooplein in het centrum van Amsterdam met een inleggerij van tafelzuur. Hij zag nieuwe kansen omdat door de Jodenvervolging de meeste zuurinleggerijen waren verdwenen. In de kelder werden de augurken en uien gewassen, gepekeld, en in glazen potten verpakt, en door gebrek aan middelen in afgedankte vuilnisbakken gepasteuriseerd. De producten werden via straathandel en in kroegen en fabrieken aan de man gebracht. 
Door de uitbreiding van Amsterdam verdwenen veel tuinderijen uit de omgeving, te verwerken producten moesten van elders worden aangevoerd. Het pellen van uien, dat oorspronkelijk werd uitbesteed aan mensen uit de buurt, werd naar het buitenland verplaatst. Het bedrijf verhuisde in 1977 naar een pand aan de Adolf van Nassaustraat hoek Willem de Zwijgerlaan in de wijk Landlust. Dit bedrijfspand was in 1947 ontworpen door de architecten Huib Tuninga en J. Luyken voor de machinefabriek (met kantoor) Firma Joh. Moes & Zonen. In 1989 breidde Kesbeke uit door de bouw van een nieuwe hal ten noorden van het originele gebouw. In deze hoek, waar in vroeger tijden het Slatuinenpad door agrarisch gebied liep, werd in de Tweede Wereldoorlog een bedrijventerrein aangelegd.
In de wintermaanden worden voornamelijk uien, wortels en selderij ingelegd en in de zomermaanden augurken en komkommers. Naast de fabriek waar het inleggen van het zuur plaatsvindt kwam er ook een winkel voor de verkoop van het zuur. Het familiebedrijf werd na het stoppen van de oprichter voortgezet door zijn zoon Camiel Kesbeke en sinds 1999 door de derde generatie; Oos Kesbeke. Diens twee zonen werden in 2024 mede-eigenaar van het bedrijf.

## Prijzen
- 2015: verkozen tot de winnaar van de Amsterdam Business Award. De vakjury prees Kesbeke om zijn directe en betrokken wijze van omgang met het personeel, de productietraditie en de recente productinnovatie waarin samenwerking werd gezocht met diverse Michelin sterrenkoks.
- 2017: Ondernemer van het jaar van de gemeente Amsterdam.

## Eigenaars
| Naam               |            |
| ------------------ | ---------- |
| Charles Kesbeke    | 1948–1960  |
| Camiel Kesbeke sr. | 1960–1999  |
| Oos Kesbeke        | 1999–heden |
| Camiel Kesbeke jr. | 2024–heden |
| Silvian Kesbeke    | 2024–heden |

## Media
- In 2013 werd er een bedrijfsfilm met interviews van de Kesbekes gemaakt.[5]
- In augustus 2023 stond Kesbeke een aflevering centraal in de Videoland-serie Michella & Louisa werken mee, presentatrices Michella Kox en Louisa Janssen kwamen een dag in de fabriek meewerken.
- Sinds 2023 wordt door RTL Nederland en Videoland een docusoap uitgezonden over het bedrijf en medewerkers van Kesbeke, getiteld De Augurkenkoning.[6]